# Ermita de Santa Eulalia la Antigua de Serradell
Santa Eulalia la Antigua de Serradell, o Santa Olària es una ermita románica del pueblo de Serradell, perteneciente al municipio de Conca de Dalt, en el Pallars Jussá. Hasta 1969 formaba parte del término municipal de Toralla y Serradell.
Esta iglesia está a poniente del pueblo de Serradell, en la vertiente sureste de la sierra de Santa Eulalia, a casi 1,5 kilómetros del pueblo. Se encuentra a 1078,4 m de altitud, en un lugar no muy fácil de encontrar. La referencia puede ser una torre de alta tensión próxima a las ruinas.
Era un edificio pequeño, de una sola nave con ábside orientado a levante. Solo se conservan unas hileras de piedras que, sin embargo, permiten ver una obra románica de aparato sencillo pero bien alineado. Quedan muy pocos restos en pie.